# Каппа магна
Велика накидка (лат. cappa magna) або плувіа́л (лат. pluviālis — «дощовий») — елемент літургійного одягу католицької церкви. Іноді трапляється італійське читання словосполучення cappa magna — «каппа манья».

## Вигляд
Це напівкруглий плащ без рукавів, закривається спереду пряжкою. Ззаду знаходиться декорований комір, що залишився від відлоги. Часто каппа магна прикрашена гаптуванням.

## Використання
Використовується при процесіях, вечірнях та урочистих літургіях у англіканській, євангелістській та римо-католицькій церквах. Може використовуватися також особами, які не отримали священства.

## Галерея

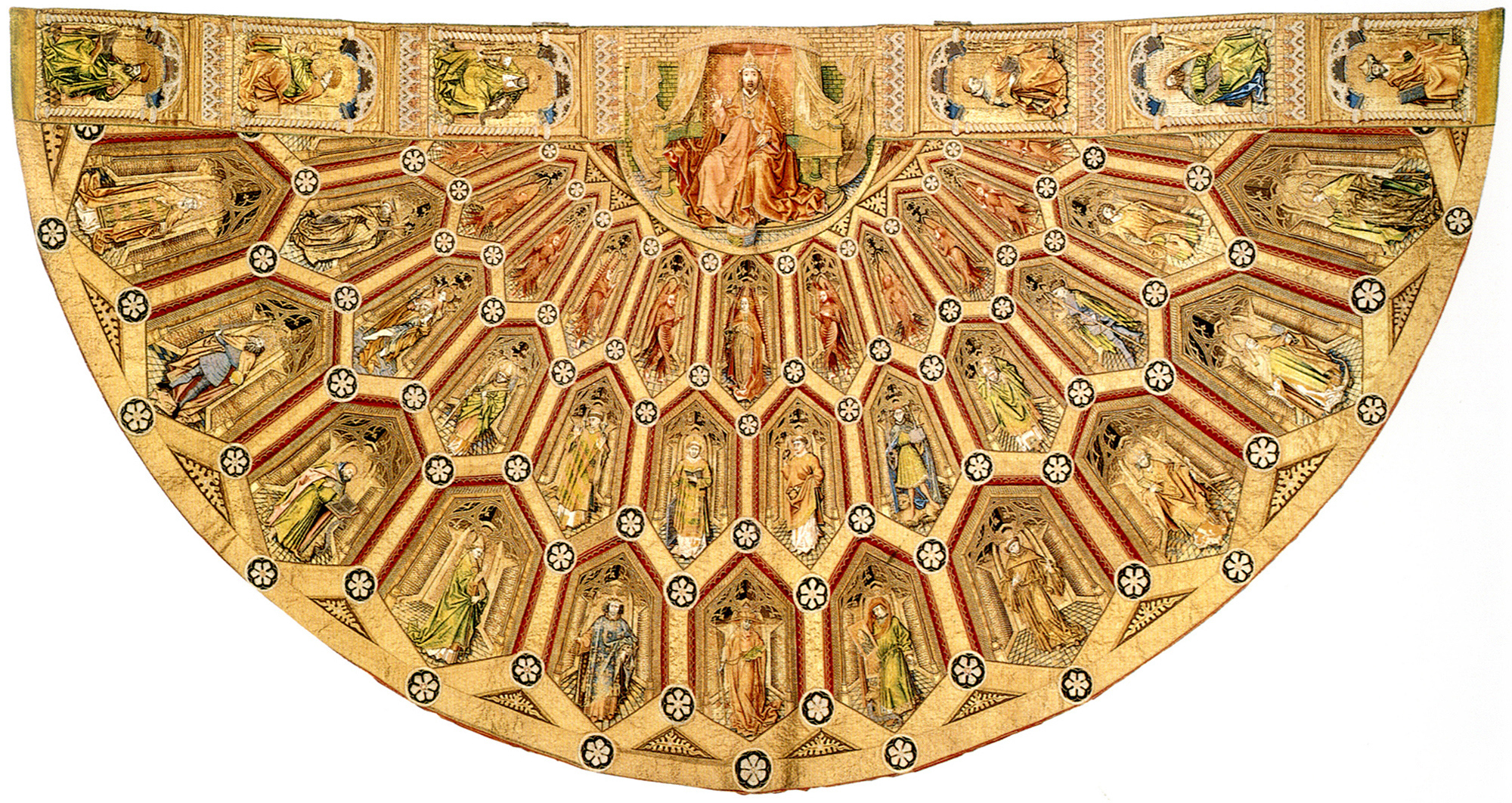
Каппа магна зі золотим гаптуванням
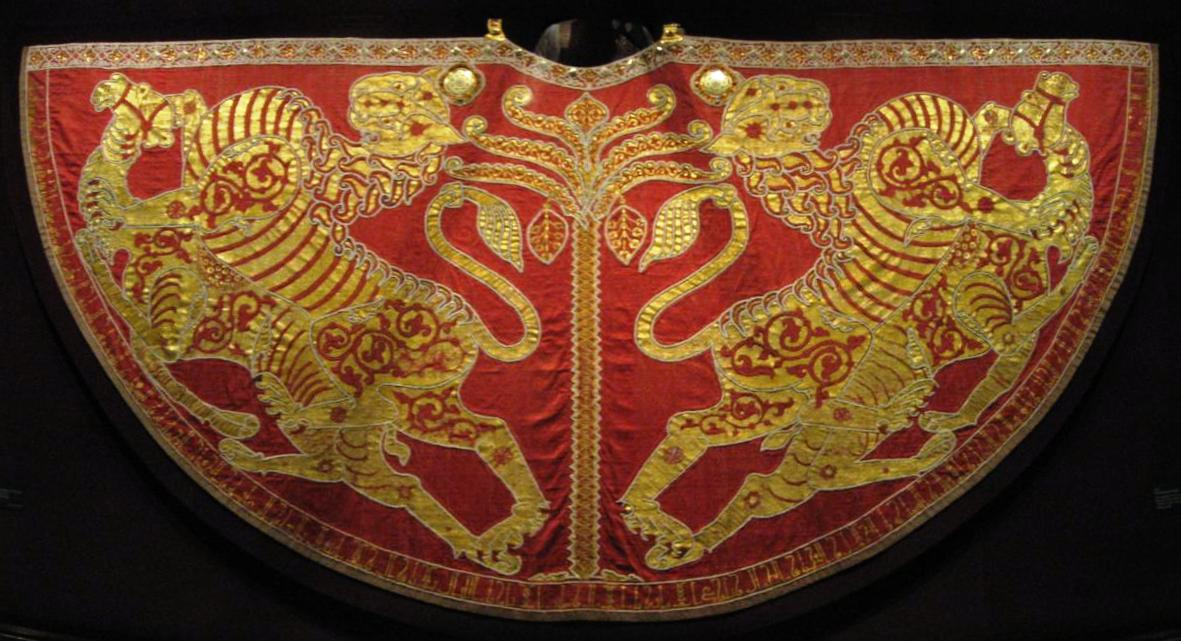
Каппа магна з Імператорської скарбниці Відня
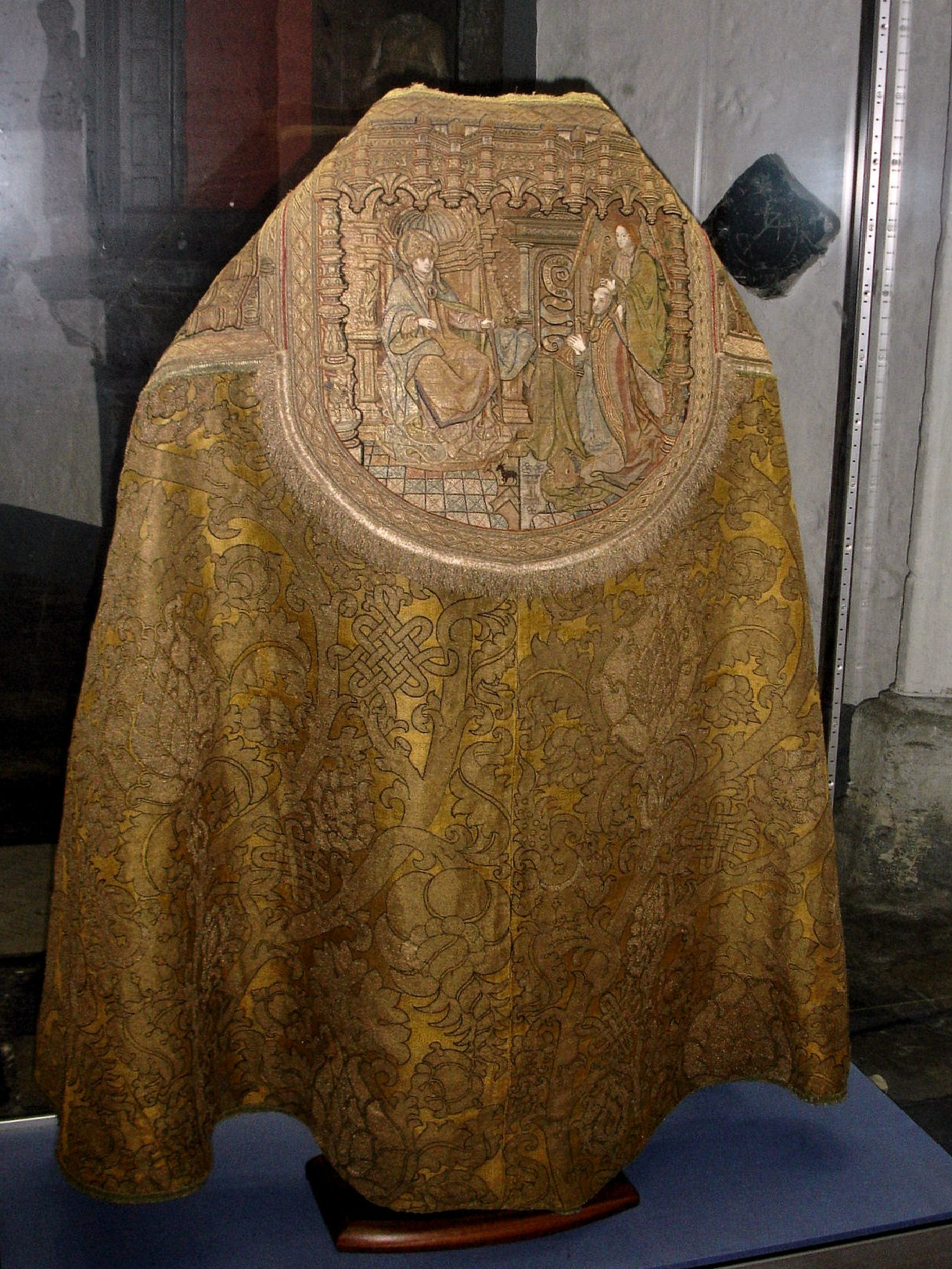
Каппа магна з XV ст.
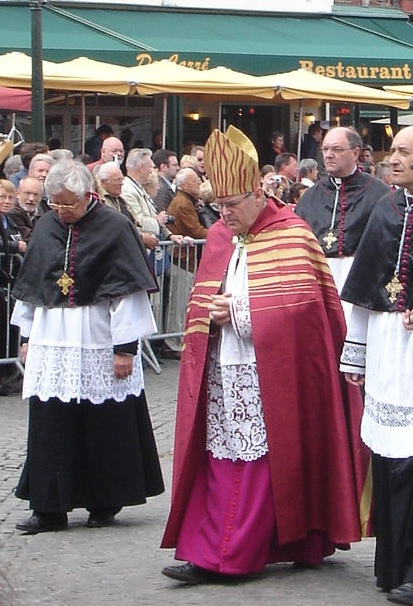
Єпископ Брюгге у каппа магна під час процесії
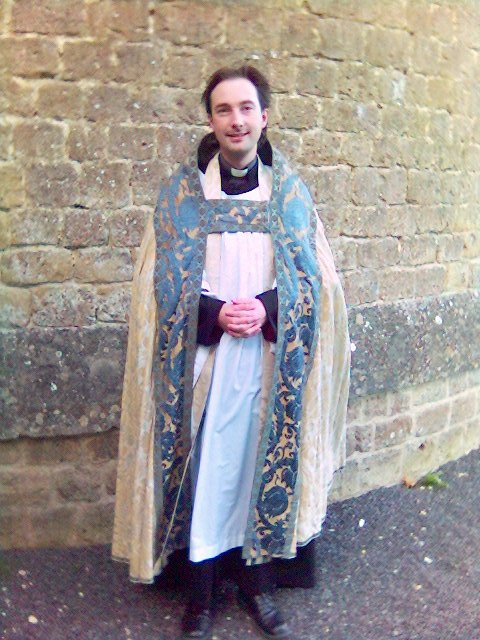
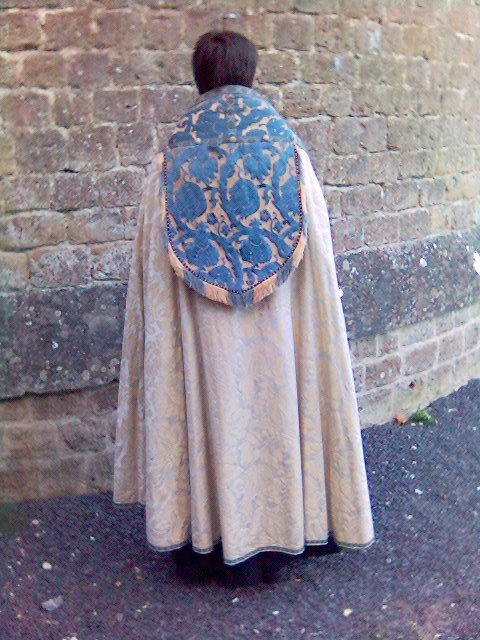